# Liechtensteinschanze
Die Liechtensteinschanze war eine Skisprungschanze auf dem Semmering, Österreich.
Die Liechtensteinschanze wurde 1912 nach den Vorschlägen von Roger de Riedmatten und den Plänen von Gustav Jahn mit einem Kostenaufwand von 44.000 Kronen erbaut. Der Anlaufturm bestand aus Holz. Im Jahr 1932 wurde die Schanze erweitert und ausgebaut.
Während des Zweiten Weltkrieges wurde die Schanze stark in Mitleidenschaft gezogen. Nach dem Krieg wurde sie jedoch wieder auf Vordermann gebracht.
Das letzte internationale Springen auf der Schanze fand im Jänner 1967 statt.
Noch im Jahr 1970 fanden internationale Bewerbe statt. In der Natur ist heute von der Schanze fast nichts mehr erkennbar. Die Schanze wurde in den 1960ern abgerissen.

## Trivia
Auf dem heutigen Golfplatz des Südbahnhotels in unmittelbarer Nähe existierte eine noch ältere Skisprungschanze, die aber ebenso abgerissen wurde.